# Культура Німеччини
Культура Німеччини включає в себе культуру як сучасної Федеративної Республіки Німеччина, так і регіонів, що становлять сучасну Німеччину до її об'єднання: Пруссія, Баварія, Саксонія і інших. Ширше трактування «німецька культура» включає в себе також культуру Австрії, яка політично незалежна від Німеччини, але населена німцями і належить до тієї ж культури. Німецька культура відома з V століття до нашої ери.
Німеччина — батьківщина багатьох відомих композиторів, письменників, поетів, драматургів, філософів і художників.

## Німецька філософія
Серед відомих німецьких філософів - Ніцше, Лейбніц, Кант, Гегель, Маркс, Шопенгауер та Гайдеггер. Найбільш значущі філософські течії — як німецький ідеалізм, так і заснований Карлом Марксом і Фрідріхом Енгельсом марксизм  — походили від німецьких філософів. У XX столітті була поширена критична теорія так званої франкфуртської школи Теодора Адорно та Макса Горкгаймера.